# Свети Архангел Михаил (Лъки)
Вижте пояснителната страница за други значения на Свети Архангел Михаил.
„Свети Архангел Михаил“ е късносредновековна църква в неврокопското село Лъки, България, част от Неврокопската епархия на Българската православна църква. Обявена е за паметник на културата.

## История
Църквата е гробищен храм и е построена XVI – XVII век на два километра на север извън селото. Днешният ѝ вид е от 1908 година, като част от старата църква е вградена в източната част на новия храм. Старата църква е малък, вкопан на половин метър дълбочина, еднокорабен, едноапсиден храм с полуцилиндрично засводяване и вероятно с нартекс от западната страна. Градена е от ломен камък, като в стените са вградени дървени сантрачи. Стенописите са частично и лошо запазени.